# Movimiento timurita

Emblema de la Organización de Pioneros de la URSS (la leyenda dice "¡Siempre preparados!").

El Movimiento Timurita o Movimiento Timur (тимуровское движение) fue un movimiento voluntario juvenil de carácter altruista en la Unión Soviética, promovido por las organizaciones juveniles Pequeños de Octubre y Organización de Pioneros Vladímir Lenin. Los participantes en el movimiento eran llamados Timuritas (тимуровцы) en homenaje a un joven asesinado durante los primeros días de la Revolución de Octubre.
La idea del movimiento se tomó prestada de la popular novela juvenil Timur y su pandilla, de Arkadi Gaidar. En la novela, el joven Timur y su banda hacían clandestinamente buenas obras: ayudan a las familias de los soldados del Ejército Rojo y combaten a las bandas locales comandadas por Mishka Kvakin. Al principio los muchachos de la banda de Timur son tomados también por gamberros, pero posteriormente se ganan la gratitud de los afectados por sus "acciones". La obra es de 1940, y rápidamente ganó popularidad, tal y como otros libros de Gaidar. El mismo año se realizó una película basada en ella. Cuando se inicia la Gran Guerra Patriótica en 1941, se forman equipos de Timuritas por todo el país, que además de ayudar a las familias de los soldados hacían grandes cantidades de trabajo no especializado: limpiando vías férreas de nieve, recogiendo o cortando leña, cargando y descargando mercancías, etc. Sus actividades eran ampliamente difundidas por los periódicos y la radio, dentro del esfuerzo propagandístico del denominado "comunismo de guerra".
El libro se convirtió en parte del currículum obligatorio en la Unión Soviética.
Posteriormente el movimiento timurita fue centralizado y organizado, con oficinas centrales y congresos. Se crearon equipos timuritas en otros países de la órbita socialista: la República Democrática Alemana, Bulgaria, Polonia, Vietnam y Checoslovaquia.
El movimiento timurita ha sido recuperado y revivido por algunos de estados postsoviéticos: en Rusia, Bielorrusia o en Kazajistán por el ala izquierdista del partido gobernante Nur Otan.